# 胖老爹美式炸雞
胖老爹美式炸雞（英語：Fat Daddy American Fried Chicken），是一個起源於臺灣臺中的連鎖美式炸雞品牌，成立於2008年，創辦人為古仁川。目前全臺約有300多家加盟門市，中國大陸約有17家門市。

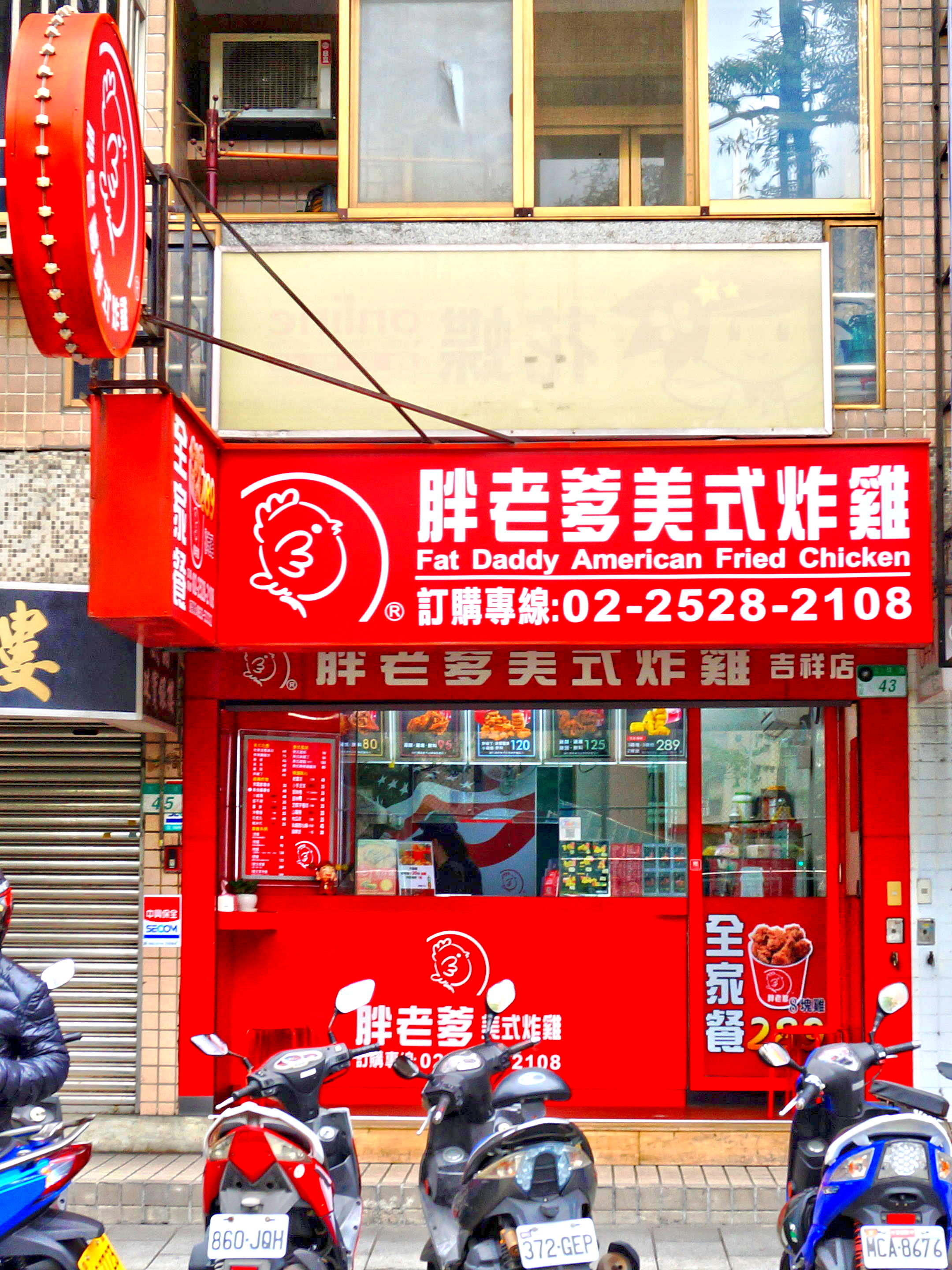
胖老爹美式炸雞吉祥店，使用中英雙語招牌

## 沿革
- 2008年，HOT199美式炸雞創立於臺中縣潭子鄉。
- 2011年，HOT199美式炸雞更名為胖老爹美式炸雞。
- 2014年，胖老爹美式炸雞總店搬移至臺中市西屯區。
- 2015年，胖老爹炸雞有限公司成立。
- 2018年，胖老爹美式炸雞進軍中國大陸市場。